# Jindřich Scribonius
Jindřich Scribonius, řečený Píšek z Horšova Týna, lat. Henricus Scribonius de Horssowa (asi 1510 Horšovský Týn, † 13. ledna 1586 Praha) byl český římskokatolický kněz a latinský humanista, příznivec řádu jezuitů, absolvent univerzitního studia, doktor obojího práva, filozof a teolog. Roku 1536 byl zvolen pražským kanovníkem, v letech 1549–1586 zastával úřad probošta Metropolitní kapituly u sv. Víta v Praze a v období sedisvakance v letech 1556–1561 vykonával také funkci administrátora pražského arcibiskupství.

## Život a kariéra
Pocházel z rodu erbovních patricijů Píšků (tj. Písařů), užíval latinskou formu jména, které si jako jiní soudobí humanisté přeložil. Začínal jako vychovatel ve šlechtických rodinách Berků, Lobkoviců a od roku 1546 byl v Pasově preceptorem pánů z Plavna, s nimiž cestoval po Itálii, kde obhájil doktorát z obojího práva. Dále byl vychovatelem Viléma z Rožmberka. Postupně sloužil jako kněz a zpovědník rakouskému arcivévodovi Karlovi, dále byl 12 let zpovědníkem české královny Anny Jagellonské a na pohřbu jejího manžela, českého krále Ferdinanda I. Habsburského proslovil laudatio, které také vydal tiskem. Na jeho pozvání přišli roku 1566 do Prahy jezuité v čele s Petrem Canisiem. Dochovala se jejich vzájemná korespondence. 
V období sedisvakance, kdy vykonával funkci administrátora pražského arcibiskupství, mu byl nabídnut úřad pražského arcibiskupa, který v roce 1561 ze skromnosti odmítl a zůstal pak ve službách nově zvoleného arcibiskupa Antonína Brusa z Mohelnice.
Scribonius byl svými současníky i následovníky (Bohuslav Balbín, Jan Tomáš Vojtěch Berghauer) hodnocen jako učený muž a spisovatel, který se zasloužil o šíření vzdělanosti a o vedení katolické církve v Čechách v období reformace.
Jeho synovec Jan Píšek byl plzeňský řezník a od roku 1588 plzeňský primas. 

## Smrt a hrob
Zemřel 13. ledna 1586 po padesátileté službě církvi a byl pohřben za oltářem sv. Víta v chóru katedrály sv. Víta na Pražském hradě. Na náhrobní desce, jež byla po předláždění katedrály vyzdvižena a sloužila jako přístěnný epitaf (ještě kolem roku 1913), měl vytesán nápis, rodový erb s poloviční postavou kozoroha a kalich s hostií v momentu transsubstanciace. 